# كلايف كلارك
كلايف كلارك (بالإنجليزية: Clive Clarke)‏ (14 يناير 1980 بدبلن في جمهورية أيرلندا - ) هو لاعب كرة قدم أيرلندي في مركز الظهير. شارك مع منتخب جمهورية أيرلندا لكرة القدم. أما مع النوادي، فقد لعب مع ستوك سيتي وكوفنتري سيتي وليستر سيتي ونادي سندرلاند ووست هام يونايتد.

## وصلات خارجية
- كلايف كلارك على موقع قاعدة بيانات كرة القدم.إي يو (الإنجليزية)
- كلايف كلارك على موقع Soccerbase.com (لاعب) (الإنجليزية)
- كلايف كلارك على موقع عالم كرة القدم.نت (الإنجليزية)